# خواكين أوتشوا خيمينيز
خواكين أوتشوا خيمينيز (بالإسبانية: Joaquín Ochoa Giménez)‏ هو لاعب كرة قدم أرجنتيني في مركز الوسط، ولد في 1 سبتمبر 1996 في بوينس آيرس في الأرجنتين. لعب مع أتلتيكو أتلانتا.

## وصلات خارجية
- خواكين أوتشوا خيمينيز على موقع قاعدة بيانات كرة القدم.إي يو (الإنجليزية)
- خواكين أوتشوا خيمينيز على موقع Soccerway.com (الإنجليزية)